# Pseudoplatystoma corruscans
Pseudoplatystoma corruscans és una espècie de peix de la família dels pimelòdids i de l'ordre dels siluriformes.

## Morfologia
- Els mascles poden assolir 166 cm de longitud total[1] i 100 kg de pes.[2][3]

## Alimentació
Menja principalment peixos.

## Hàbitat
És un peix d'aigua dolça i de clima subtropical.

## Distribució geogràfica
Es troba a Sud-amèrica: conques dels rius São Francisco i Paranà.

## Ús comercial
És pescat i consumit a nivell local.